# Palacio de Deportes de Zaragoza
El Palacio de los Deportes de Zaragoza es una instalación deportiva que se encuentra en la ciudad de Zaragoza. Popularmente, se conoce por el nombre "el huevo" debido a su aspecto exterior.
Enclavado en una superficie de 14 700 m², el Palacio de Deportes está constituido por un edificio de forma circular de aproximadamente 8000 m² y una zona de equipamiento complementario de 6700 m². El Palacio de Deportes incluye una pista de atletismo, piscina cubiertas y una zona ajardinada con piscina al aire libre.

## Historia
El Palacio de Deportes fue la primera instalación de la que dispuso el Ayuntamiento de Zaragoza que permitía un uso polivalente de actividad deportiva diaria, actividad deportiva de alto nivel y usos esporádicos para actividades no deportivas.
Ello hizo que durante la década de los ochenta fuera una instalación altamente utilizada en las tres facetas: hubo, y sigue habiendo, un importantísimo uso diario para actividades, tanto en la piscina cubierta como en la zona polideportiva.
Fue el escenario del deporte de alto nivel, especialmente en el caso del equipo de baloncesto de ACB, como, por sus características, de atletismo y gimnasia.
Y, por último, ahí tuvieron cabida un gran número de actuaciones musicales y de actos culturales de todo tipo, que requirieran una gran capacidad para participantes o espectadores.

## Instalaciones
En su interior, con capacidad para 2300 espectadores y palco de Honor, el Palacio de Deportes tiene 2 zonas claramente diferenciadas:
- Pista de atletismo de 180 metros de cuerda
- Piscina cubierta, de 25 x 12,5 metros

El exterior del Palacio está constituido por una zona de césped en el que se sitúan las instalaciones deportivas y recreativas:
- Piscina de 25 x 16 metros y profundidad entre 1,50 y 2,20 metros.
- Piscina de enseñanza de 12 x 6 metros y 0,60 metros de profundidad.
- Piscina baby, también con depuración individual.

Completan el exterior: 2 espacios de baloncesto (3x3), mini-básquet, zona de tenis de mesa y una pérgola con quiosco-ambigú que da servicio en verano.

### Pista de atletismo
Dispone de 4 calles, así como de las zonas de saltos reglamentarios y de peraltes pronunciados en las dos curvas. Cuenta con espacios para velocidad (7 calles centrales y longitudinales de 60 metros. de longitud) y dispone del equipamiento adecuado para realizar competiciones de alto nivel: zonas de calentamiento y musculación, vestuarios para atletas (4) y árbitros (2), laboratorio de foto-finish,... y despachos, sala de reuniones para 16 personas, aula para 60 plazas, etc.

### Piscina cubierta
Está situada en el lateral de la pista y separada de aquella por una gran vidriera, que proporciona una estética excelente al conjunto. Su profundidad es de 1,45 metros y la temperatura del agua se mantiene a 27 °C.